# 世纪倡议
世纪倡议是一个加拿大游说团体，旨在到2100年将加拿大人口增至1亿，包括增加特大区域的人口，特大区域是指拥有多个市中心且人口通常达到或超过500万的相互交织区域，例如大多伦多地区、大温哥华地区和渥太华国家首都地区。
世纪倡议由马克·怀斯曼和多米尼克·巴顿共同创立，他们还在三届总理贾斯汀·特鲁多的领导下领导了经济增长顾问委员会。该倡议得到了前保守党总理布赖恩·马尔罗尼以及包括前财政部长比尔·莫诺的顾问在内的多位有影响力的自由党顾问的支持。世纪倡议自2021年起被列入加拿大说客登记册，并组织了与移民部长办公室、部长议会秘书以及保守党和新民主党议员的会议。